# Kabbare, Maddur
Kabbare là một làng thuộc tehsil Maddur, huyện Mandya, bang Karnataka, Ấn Độ.